# Mitteilungsheft

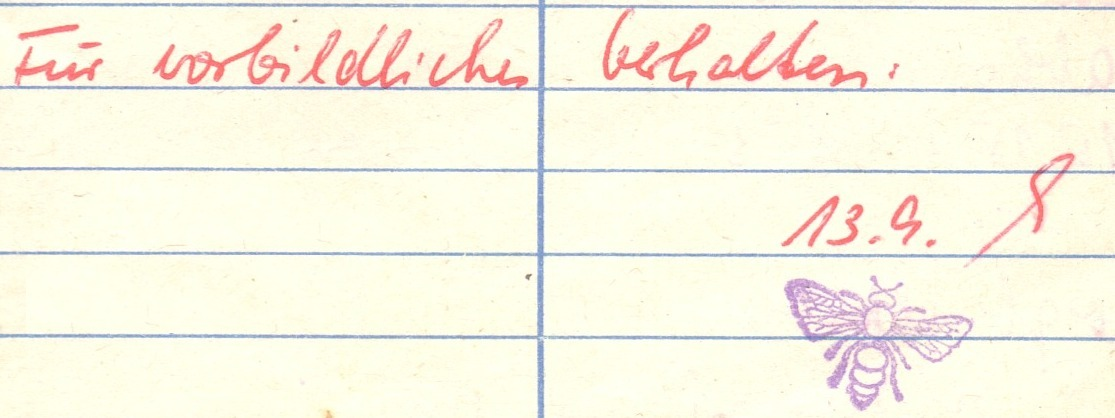
Eintrag in einem Muttiheft mit Bienchen als Auszeichnung „für vorbildliches Verhalten“ (DDR, 1986)

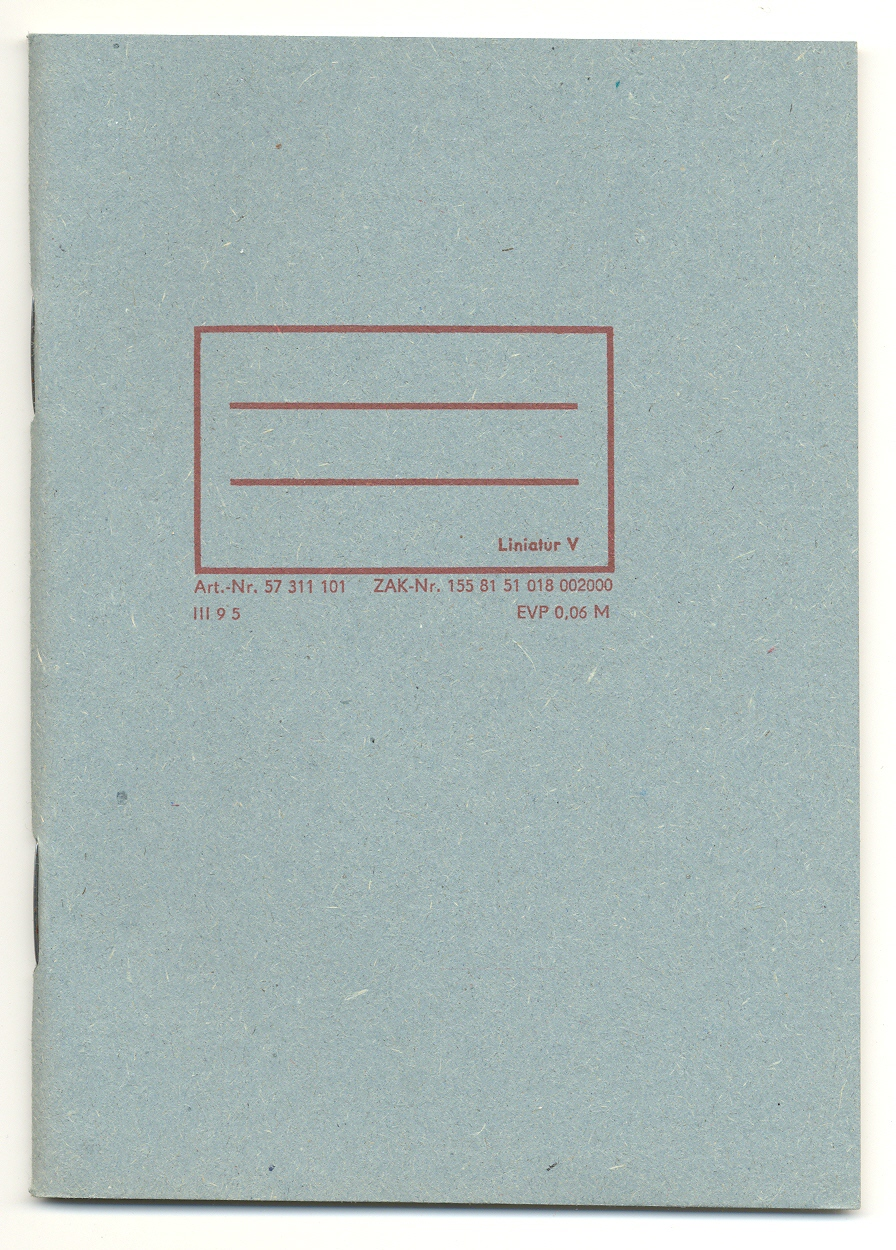
DIN-A6-Heft, das in der DDR als Muttiheft benutzt wurde

Ein Mitteilungsheft ist ein Heft oder ein kleineres Buch, das der Kommunikation zwischen Lehrern einer Schule (insbesondere Klassenlehrern der Eingangsklassen), eines Kindergartens oder einer sonderpädagogischen Einrichtung und den Eltern eines Kindes dient. Derartige Hefte lassen sich in deutschen Schulen bereits für das frühe 19. Jahrhundert nachweisen.
Es wird auch als Merkheft, Kommunikationsbuch, Verkehrsheft, Pendelheft bezeichnet sowie umgangssprachlich und häufig ironisch als Muttiheft.
Ein Mitteilungsheft dient dazu, Eltern regelmäßig über bestimmte Ereignisse an der Schule, beispielsweise Elternabende, Projektunterricht und Exkursionen sowie deren häusliche Vorbereitung zu informieren. Außerdem wird das Verhalten des einzelnen Kindes eingetragen. Dazu zählen Tadel, aber auch Lob und Auszeichnungen. Auszeichnungen können durch Stempel angezeigt werden (in der DDR und danach „Bienchen“ genannt). Die Eintragungen müssen in manchen Einrichtungen von den Eltern unterschrieben werden, um die Kenntnisnahme zu bestätigen. Studien zufolge sehen Eltern das Mitteilungsheft wie auch andere Formen der schriftlichen Information als wichtige Ergänzung zur sonstigen Kommunikation mit der Schule, die sie oftmals als eher unbefriedigend empfinden.
Typisches Format dieser Hefte ist DIN A6. Sie bestehen aus mehreren DIN-A5-Blättern (Achtelbögen, daher der Name Oktavheft von lat. octavus „Achtel“, siehe Oktavformat), die in der Mitte einmal gefaltet und mittels Heftklammern verbunden sind.

## Weitere Formen der schriftlichen Lehrer-Eltern-Kommunikation
In manchen Schulen werden Mitteilungen statt in ein Mitteilungsheft in das Hausaufgabenheft des Kindes eingetragen, zusammen mit der Auflistung der Hausaufgaben.
Mitteilungen, soweit sie alle Schüler einer Klasse betreffen, werden von den Lehrern auch in Papierform als Elternbrief mitgegeben oder auch als E-Mail versandt.
Als formelle Abschlussmitteilung nach einem Schuljahr oder -halbjahr dient das Zeugnis.